# 敦固親王
敦固親王（あつかたしんのう）は、宇多天皇の皇子。醍醐天皇の同母弟。官位は二品・兵部卿。桃園兵部卿宮と称した。

## 経歴・人物
寛平3年（891年）兄弟の斉邦とともに親王宣下を受ける。延喜2年（902年）元服し、醍醐天皇が直接位記を記して三品に叙せられる。のち、大宰帥・兵部卿を歴任し、二品に至る。延長4年（926年）12月28日薨去。最終官位は二品兵部卿。
管弦に長じ、内宴では度々琵琶を担当した。一条北大宮・世尊寺南に邸宅を構え、桃園兵部卿宮と称された。勅撰歌人として『後撰和歌集』に和歌作品が1首入集している。

## 官歴
注記のないものは『日本紀略』による。
- 寛平3年（891年） 2月14日：親王宣下
- 延喜2年（902年） 2月3日：元服、三品
- 延喜10年（910年） 正月23日：帯剣、見大宰帥[1]
- 延長2年（924年） 正月27日：見大宰帥[1]
- 時期不詳：兵部卿。二品[2]
- 延長4年（926年）12月28日：薨去（二品兵部卿）[1]

## 系譜
『尊卑分脈』による。
- 父：宇多天皇
- 母：藤原胤子（藤原高藤の娘）
- 妻：慶子内親王
- 生母不詳の子女
  - 男子：源宗至
  - 男子：源宗城（?-933）
  - 男子：寛忠（906-977）

## 参考資料
- 『大日本史料』1編5冊
- 『本朝皇胤紹運録』